# Decker (serie televisiva)
Decker è una webserie e serie televisiva statunitense del 2014, creata da Tim Heidecker e Gregg Turkington.
Parodia dei film d'azione, è caratterizzata da una produzione intenzionalmente scadente per gli effetti comici. La serie si concentra sull'agente speciale Jack Decker, il quale ha il compito di fermare gli attacchi terroristici prima che si verifichino. Al suo fianco c'è l'agente speciale Jonathan Kington.
La serie è stata pubblicata negli Stati Uniti su adultswim.com dal 17 luglio 2014 al 2 dicembre 2015, prima di spostarsi in televisione su Adult Swim dal 17 giugno 2016 al 3 luglio 2020

## Episodi
| Stagione         | Episodi | Prima TV USA | Prima TV Italia |
| ---------------- | ------- | ------------ | --------------- |
| Prima stagione   | 5       | 2014         | inedita         |
| Seconda stagione | 20      | 2015         | inedita         |
| Terza stagione   | 6       | 2015         | inedita         |
| Quarta stagione  | 6       | 2016         | inedita         |
| Quinta stagione  | 6       | 2017         | inedita         |
| Sesta stagione   | 6       | 2017         | inedita         |
| Settima stagione | 1       | 2020         | inediti         |

## Personaggi e interpreti

### Personaggi principali
- Agente speciale CIA Jack Decker, interpretato da Tim Heidecker.
- Presidente Jason Davidson, interpretato da Joe Estevez.
- Agente speciale Jonathan Kington, interpretato da Gregg Turkington.
- First Lady Janet Rothman Davidson, interpretata da Sally Kellerman.

### Personaggi ricorrenti
- Lanoi Arnold, interpretato da James Mane Jr..
- Generale Jeffrey Cotter, interpretato da John Aprea.
- Abdul Sharif, interpretato da Mark Proksch.
- Dracula, interpretato da Ralph Lucas.
- Figlio di Dracula, interpretato da Jimmy McNichol.
- Vicepresidente Roger Robertson, interpretato da Charlie Schiefer.